# Charaxes turlini
Charaxes turlini är en fjärilsart som beskrevs av Minig och Jacques Plantrou 1978. Charaxes turlini ingår i släktet Charaxes och familjen praktfjärilar. Inga underarter finns listade i Catalogue of Life.